# Andrej Żekow

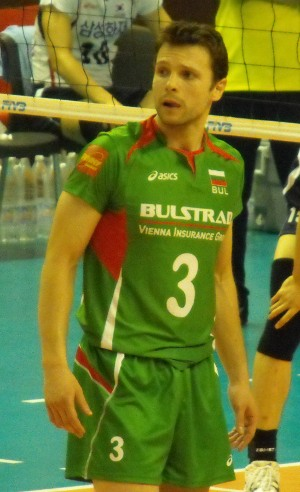
Andrej Żekow reprezentantem Bułgarii w 2010 roku

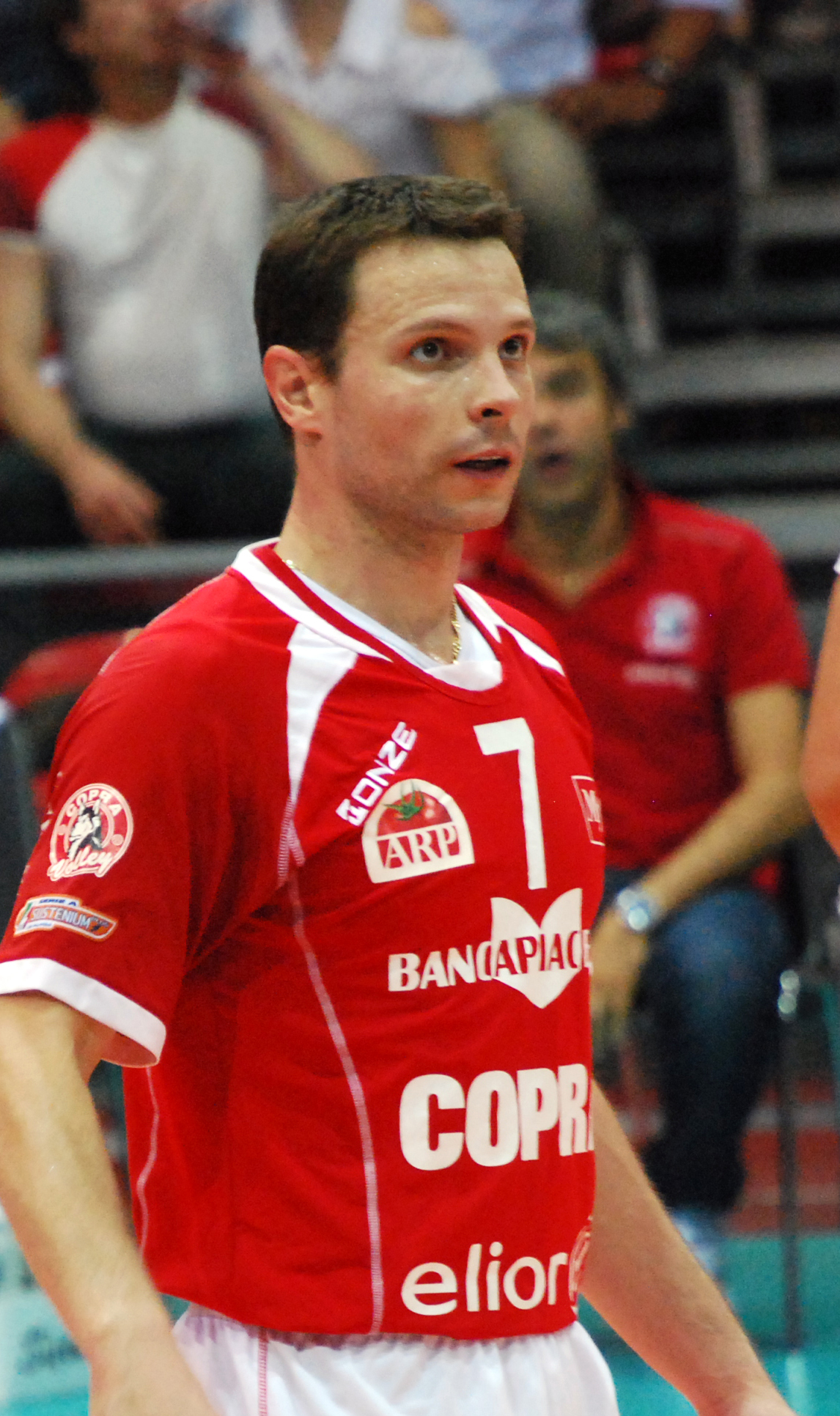
Andrej Żekow zawodnikiem Copra Elior Piacenza

Andrej Żekow (bułg. Андрей Жеков) (ur. 12 marca 1980 roku w Sofii) – bułgarski siatkarz, reprezentant kraju, grający na pozycji rozgrywającego. Wychowanek Sławi Sofia. 
Jego dzieci, córka Gabrieła i syn Wiktor, również grają zawodowo w siatkówkę.

## Kariera siatkarska
| Kariera seniorska         | Kariera seniorska                 | Kariera seniorska | Kariera seniorska | Kariera seniorska | Kariera seniorska | Kariera seniorska | Kariera seniorska | Kariera seniorska | Kariera seniorska | Kariera seniorska |
| ------------------------- | --------------------------------- | ----------------- | ----------------- | ----------------- | ----------------- | ----------------- | ----------------- | ----------------- | ----------------- | ----------------- |
| Sezon                     | Klub                              |                   |                   |                   |                   |                   |                   |                   |                   |                   |
| –1999                     | Sławia Sofia                      |                   |                   |                   |                   |                   |                   |                   |                   |                   |
| 1999–2006                 | Lewski Siconco Sofia              |                   |                   |                   |                   |                   |                   |                   |                   |                   |
| 2006–2007                 | Ural Ufa                          |                   |                   |                   |                   |                   |                   |                   |                   |                   |
| 2007–2010                 | EA Patras                         |                   |                   |                   |                   |                   |                   |                   |                   |                   |
| 2010–2010 (do 12.2010)    | Olympiakos Pireus                 |                   |                   |                   |                   |                   |                   |                   |                   |                   |
| 2011–2011 (od 07.01.2011) | Galatasaray Stambuł               |                   |                   |                   |                   |                   |                   |                   |                   |                   |
| 2011–2012                 | Copra Elior Piacenza              |                   |                   |                   |                   |                   |                   |                   |                   |                   |
| 2013–2015                 | Tomis Konstanca                   |                   |                   |                   |                   |                   |                   |                   |                   |                   |
| 2016–2016                 | Lewski Sofia                      |                   |                   |                   |                   |                   |                   |                   |                   |                   |
| 2016–2016 (do 12.2016)    | Besiktas Stambuł                  |                   |                   |                   |                   |                   |                   |                   |                   |                   |
| 2017–2017 (od 01.01.2017) | CS Arcada Galați                  |                   |                   |                   |                   |                   |                   |                   |                   |                   |
| Kariera trenerska         |                                   |                   |                   |                   |                   |                   |                   |                   |                   |                   |
| 2019–2022                 | Lewski Sofia                      |                   |                   |                   |                   |                   |                   |                   |                   |                   |
| 2022–2023                 | Lokomotiw Nowosybirsk (II trener) |                   |                   |                   |                   |                   |                   |                   |                   |                   |
| 2023–                     | Bułgaria (II trener)              |                   |                   |                   |                   |                   |                   |                   |                   |                   |

## Sukcesy klubowe
Puchar Bułgarii:
- 2002, 2003, 2005, 2006

Liga bułgarska:
- 2003, 2004, 2005, 2006

Liga grecka:
- 2009

Superpuchar Grecji:
- 2010

Puchar Rumunii:
- 2014, 2017

Liga rumuńska:
- 2014, 2015
- 2017

## Sukcesy reprezentacyjne
Mistrzostwa Świata:
- 2006

Puchar Świata:
- 2007

Mistrzostwa Europy:
- 2009

Memoriał Huberta Jerzego Wagnera:
- 2014

## Nagrody indywidualne
- 2006: Najlepszy rozgrywający Ligi Światowej